# Frank Sampedro
Frank "Poncho" Sampedro, född 25 februari 1949 i Welch, West Virginia, är en amerikansk gitarrist och medlem i rockgruppen Crazy Horse, mest känd för sitt samarbete med Neil Young. 
Efter att ha flyttat till Kalifornien för att spela musik träffade han Billy Talbot som redan spelade i Crazy Horse. Sampedro gick med Crazy Horse och började sitt arbete med Neil Young och Crazy Horse med albumet Zuma från 1975, efter tidigare medlemmen Danny Whittens bortgång. Han har sedan spelat på ett flertal av Youngs album, både själv och i egenskap av medlem i Crazy Horse.
När Sampedro gick med i Crazy Horse utvecklades det "sound" som bandet blev kända för. Under senare år har Sampedro varit aktiv i bandet på Jay Lenos TV-show.

## Diskografi
Med Crazy Horse
- 1978 – Crazy Moon
- 2005 – Gone Dead Train: The Best of Crazy Horse 1971-1989
- 2005 – Scratchy: The Complete Reprise Recordings
- 2009 – Trick Horse

Med Neil Young & Crazy Horse
- 1975 – Zuma
- 1979 – Rust Never Sleeps
- 1979 – Live Rust
- 1981 – Re-ac-tor
- 1987 – Life
- 1990 – Ragged Glory
- 1991 – Weld
- 1994 – Sleeps With Angels
- 1996 – Broken Arrow
- 1997 – Year of the Horse
- 2012 – Americana
- 2012 – Psychedelic Pill

Medverkan på andra Neil Young-album
- 1977 – American Stars 'n Bars
- 1977 – Comes a Time
- 1982 – Trans
- 1988 – This Note's for You
- 1989 – Freedom
- 2002 – Are You Passionate?
- 2007 – Chrome Dreams II
- 2015 – Bluenote Café